# Pierre Chatenet
Pierre Chatenet (ur. 6 marca 1917 w Paryżu, zm. 4 września 1997 w Tavers) – francuski urzędnik państwowy i dyplomata, w latach 1959–1961 minister spraw wewnętrznych, w latach 1962–1967 przewodniczący Komisji Europejskiej Wspólnoty Energii Atomowej, w latach 1968–1977 członek Rady Konstytucyjnej.

## Życiorys
Jego ojciec Julien był deputowanym. Ukończył studia prawnicze na Uniwersytecie Paryskim, następnie studiował w Instytucie Nauk Politycznych w Paryżu. W 1942 rozpoczął pracę jako audytor i następnie maître des requêtes w Radzie Stanu. Od 1944 kierownik gabinetu ministra pracy Alexandre’a Parodiego, w 1945 uczestniczył w konferencji z San Francisco powołującej ONZ. W 1946 przeszedł do Ministerstwa Spraw Zagranicznych. Pracował jako: doradca w przedstawicielstwie przy ONZ (1946–1947), dyrektor ds. politycznych gabinetu ministra-rezydenta Francji w Tunisie Jeana Monsa (1947–1950) oraz doradca w stałym przedstawicielstwie przy NATO w Londynie (1950–1954). Działał jako doradca ds. europejskich premiera Pierre’a Mendès France.
W latach 1954–1959 dyrektor służby cywilnej, w 1958 także delegat ministra obrony ds. lotnictwa. W styczniu 1959 został sekretarzem stanu w kancelarii premiera, następnie od maja 1959 do maja 1961 kierował Ministerstwem Spraw Wewnętrznych. Zrezygnował ze stanowiska ze względu na stan zdrowia. Od 10 stycznia 1962 do 5 lipca 1967 przewodniczył Komisji Europejskiej Wspólnoty Energii Atomowej jako jej trzeci i ostatni szef. Komisja Euratomu została następnie połączona z Komisją Europejską, jednak Chatenet odmówił wejścia w jej skład. W latach 50. i 60. był oddelegowany do Parlamentu Europejskiego. W latach 1968–1977 pozostawał członkiem Rady Konstytucyjnej z nominacji przewodniczącego Zgromadzenia Narodowego. Zajmował jednocześnie stanowiska szefa rady nadzorczej giełdy Commission des opérations de bourse (1968–1972) oraz dyrektora spółki Cofiroute (1973–1984) i gazety „La République du Centre”.
Był żonaty z Jacqueline, siostrą Alexandre’a Parodiego. Pozostawał bezpartyjny, politycznie bliski umiarkowanej lewicy, przeciwny kolonializmowi, a bliski koncepcji Europy ojczyzn.

## Odznaczenia
Odznaczony Legią Honorową III klasy i Orderem Korony I klasy, a także Orderem Zasługi Pocztowej II klasy i Medalem Lotniczym.